# بی‌بی سه‌شنبه
بی‌بی سه‌شنبه (به سیستانی: Bibi Sashemma) که در لغت به معنای «ملکه سه‌شنبه» است، به شخصیتی عرفانی ایرانی اطلاق می‌شود که بیشتر در میان مردم سیستان شناخته شده است . آنها او را فرشته ای مقدس می دانند که می تواند افراد فقیر و مستاصل را در صورت فراخوانی نجات و درمان کند.
در سیستان، «بی‌بی حور»، «بی‌بی نور» و «بی‌بی سه‌شنبه»؛ سه زن پاک‌نهادند که واسطه برآورده شدن نیازمندی نیازمندان می‌باشند.
سفره بی‌بی سه‌شنبه، یکی از سفره‌های معروف نذری در میان بانوان سیستان و دیگر نقاط ایران‌زمین است.

## نسخه سیستانی
بر اساس روایت سیستانی اسطوره Asoke Bibi-sa-shemma (داستان ملکه سه‌شنبه)، دختر کوچک فقیری که در میان خانواده‌ای ستمگر گیر کرده بود، کفشی طلایی پیدا می‌کند که باعث می‌شود او عاشق شاهزاده شود و نجات او از چنین شرایط غیرقابل تحمل. این داستان به شدت یادآور سیندرلای افسانه‌ای غربی است. برافروختن آتش در این آیین برگرفته از آیین زرتشتی است .

## افسانه بی‌بی سه‌شنبه
یکی‌بود یکی‌نبود از خدای‌ما هیچکس بهتر نبود. پیرمرد خارکنی بود که در شهری زندگی می کرد و روزها و صبح های زود به صحرا می رفت و ظهر با پشته ای از خار به شهر برمی گشت. پشته خار را می فروخت و با پول آن روزگار می گذراند. مدتی بود که زن پیرمرد، مرده بود و از زنش یک دختر داشت به اسم فاطمه و چون دختر هنوز خردسال بود، مرد خارکن زن گرفت. این زن همان روز اول دشمنی خود را با نا دختریش آشکار کرد.
هر صبح گاوشان را با مقداری پنبه و چرخ نخریسی به دختر می‌داد که در موقع چریدن گاو دختر بیکار نباشد‌، و شب با نخ به خانه بیاید. نخریسی برای دختر بسیار مشکل بود و دختر روز به روز لاغرتر می‌شد یک روز که دختر گاو را برای چرا چند قدم دورتر می کرد‌، بادی بلند شد و پنبه‌ها را با خود برد . دختر وقتی سر جایش برگشت متوجه شد که پنبه‌ها سر جایش نیست و باد پنبه‌ها را برده‌است.
وحشت زده به راه افتاد. تا این که به غاری رسید که سه زن در حال عبادت بودند. دختر می خواست برگردد که ناگهان یکی از زن‌ها او را صدا زد دختر جلو رفت و سلام گفت. زن پرسید دختر جان چه مشکلی داری؟ دختر با حالتی گریان تمام ماجرای زندگیش را تعریف کرد.
زن گفت دختر جان خدا به تو کمک می‌کند.اینجا ما عبادت می‌کنیم.تو پنبه‌ها را بردار و برو و از فردا که گاو را به چرا آوردی ، پنبه‌ها را بده گاوت بخورد و گاو از شاخش نخ به تو می‌دهد. وقتی که گرسنه شدی شاخ دیگر گاو را دست بزن، هر خوراکی که خواستی گاو به تو می‌دهد.
مدتی بعد زن پدرت باعث می شود که پدرت گاو را بکشد. تو از گوشت گاو نخور، بعد استخوانهای گاو را جمع کن و در زیر خاکسترهای تنور جلوی سوراخ تنور دفن کن.
هر وقت مشکلی برایت پیش آمد، برو سر خاکسترها به نام خدا برای بی‌بی سه‌شنبه دعا کن، خدا مرادت را می دهد اما وقتی به مرادت رسیدی، نذر بی‌بی سه‌شنبه را فراموش نکنی. دختر پرسید نذر بی‌بی چگونه است. او توضیح داد که باید شبها از هفت‌خانه در حالیکه غربالی به دست داری که داخل آن آینه و سورمه دان هست، مواد خوراکی گدایی کنی، آن هم در حالی که کسی تو را نشناسد.

دختر پنبه‌ها را را گرفت وقتی به گاو رسید پنبه‌ها را به دهان گاو داد. گاو پنبه‌ها را خورد و نخ از شاخ گاو بیرون آمد. دختر از شاخ دیگر گاو مقداری خوراکی گرفت و خورد و غروب راهی خانه شد.
از فردا کار دختر راحت شد. دیری نگذشت که دختر چاق و چله شد و چون غذای خوب می‌خورد ، روز به روز قشنگتر می‌شد. یک روز که زن پدر خیلی به دخترک مشکوک شده بود دختر خودش را هم با او به صحرا فرستاد.
شب وقتی باهم به خانه آمدند، دختر چگونگی را برای مادرش گفت و راز فاطمه آشکار شد و زن‌پدر به فکر نابودی گاو افتاد.
بالاخره زن‌پدر به کمک جادوگر نقشه کشتن گاو را کشید و یک روز صبح خود را به مریضی زد. پیر مرد هر جا طبیبی بود زن را نزدش برد، اما زن همچنان ناله می کرد. فقط جادوگر مانده بود که پیرمرد دست به دامان جادوگر شد.
جادوگر هم که قبلا از طرف همسر پیرمرد وارد توطئه شده‌بود. به پیرمرد گفت: زنت وقتی بهبود پیدا می کند که تو گاو را به صورت نذر بکشی و گوشتش را هم خیرات بدهی. پیرمرد که دید با کشتن گاو وضعیت مالی او از هم می پاشد به جادوگر گفت راه دیگری پیدا کن. اما جادوگر جواب داد جز کشتن گاو هیچ راهی ندارد.
بالاخره مرد رضایت داد، در موقع کشتن گاو فاطمه زیاد گریه کرد. اما نتیجه ای نگرفت ولی از پدرش قول گرفت که گوشتهای گاو را خودش خانه به خانه ببرد. پدر شرط فاطمه را پذیرفت و او هم گاو را کشت کرد.
فاطمه برای هر خانه ای که گوشت نذری می برد از صاحب خانه درخواست کرد که پس از خوردن گوشتها، استخوان‌ها را به او پس بدهند. او تمامی استخوان‌ها را جمع کرد و طبق دستور زنی که داخل غار دیده بود ، استخوان‌ها را زیر خاکستر پای تنور دفن کرد.
پس از کشتن گاو ستم‌های زن پدر ادامه پیدا کرد. تا اینکه یک روز جارچی شهر شروع به جار زدن کرد که فردا عروسی دختر شاه است، هر کسی بخواهد می‌تواند به عروسی دختر پادشاه بیاید.
زن‌پدر و دخترش در تدارک شدند که فردا به عروسی بروند. فاطمه هرچه گریه و زاری کرد که اجازه بدهند او هم با آنها به عروسی برود، قبول نکردند. و زن پدر مقداری ذرت و گندم و جو را با هم مخلوط کرد و گفت باید این دانه ها را از هم جدا کرده و بعد آرد کنی و نان هر کدام را هم جدا بپزی.
و سپس راهی خانه پادشاه شدند .
فاطمه با چشم گریان سراغ غله‌ها آمد ناگهان نصیحت آن زن یادش آمد، سر خاکسترهای تنور آمد.
خاکسترها را از روی کیسه‌ای که استخوان‌های گاو داخلش بود کنار زد و با چشمی گریان نیت کرد که بی‌بی او را از این همه مصیبت نجات دهد.
چشم بر هم گذاشت و لحظه ای بعد چشم باز کرد چشم باز کرد متوجه شد که نزدیک تنور دروازه ای باز شد و او داخل یک قصر بزرگ قدم گذاشت. در حالیکه با وحشت اطرافش را نگاه می کرد و اما تمامی افرادی که داخل قصر بودند در مقابلش تعظیم می کردند، و از او می پرسیدند : حالا که آمدی خوش آمدی اما چرا عروسی دختر پادشاه نرفته ای؟
فاطمه با چشمانی گریان همه داستان را برایشان تعریف کرد.
اهالی قصر گفتند فاطمه جان این کار که مشکل نیست. ما کار تو را انجام می دهیم تو برو عروسی.
بعد یک زن یک جفت کفش طلایی بسیار زیبا با لباسی فاخر برای فاطمه آورد تا بپوشد و با اسبی که برایش آورده بودند به عروسی برود.
فاطمه فوری لباس عوض کرد و سوار اسب شد در حالیکه یک نفر غلام لگام اسب را داشت او را به خانه پادشاه راهنمایی کرد.
وقتی فاطمه جلوی قصر از اسب پیاده شد و پا به داخل قصر گذاشت، همه شرع به تعظیم کردند و در صدر مجلس او را نشاندند.
وقتی فاطمه نشست، همگی از زیبایی فاطمه تعجب کردند و پذیرایی شروع شد. فاطمه جلوی در را نگاه می کرد که دید پدر ، زن و دخترش جلوی در نشسته‌اند. ناخواهری فاطمه تا چشمش به فاطمه افتاد به مادرش گفت : مادر ببین این دختر شکل خود فاطمه است. مادر در جواب فرزندش گفت فاطمه حالا مشغول جدا کردن غله هاست، او را چه به اینجا، اما فاطمه از اینکه می دید زنان قصر هیچ توجهی به زن پدر او ندارن ناراحت شد و دستور داد مقداری غذا و آب به آنها بدهند.
فاطمه مدت زیادی نشست و چون دید دیر می‌شود ، از جا بلند شد. اهالی قصر التماس زیادی کردند که فاطمه بماند اما او قبول نکرد. از قصر بیرون آمد و بر اسب سوار شد. غلام لگام اسب را گرفت و راه افتاد. آنها در راه بازگشت به یک نهر آب رسیدند، وقتی اسب خواست از نهر آب رد شود، ناگهان یک لنگه کفش از پایش داخل نهر آب افتاد. غلام هر چه داخل آب را گشت، کفش را نیافت و مایوس راه افتادند. فاطمه به محض رسیدن سراغ غله‌ها رفت، دید به جای آن‌ها سه نان تازه از ذرت، گندم و جو پخته شده و داخل سفره قرار دارد. فاطمه لباس‌ها را در آورد و کفش و لباس‌ها را گوشه‌ای پنهان کرد. از آن طرف پسر پادشاه برای شکار از قصر خارج شد. در مسیر شکار نهری قرار داشت، اسب وقتی نهر آب را دید خود را عقب کشید و شروع کرد به شیهه کشیدن، پسر پادشاه به همراهانش دستور داد تا نگاه کنند که چرا اسب داخل آب نمی رود .
پسر پادشاه به دقت داخل آب را نگاه کرد دید چیزی مثل نور خورشید برق می زند. از اسب پیاده شد، داخل آب رفت و آنچه داخل آب بود، برداشت. متوجه شد لنگه کفش طلا کاری بسیار زیبایی است. لنگه کفش را نزد پدر برد و به او گفت پدر صاحب این کفش را برایم خواستگاری کن.
شاه به جارچی دستور داد تا جار بزند: فردا همه در خانه هایشان بمانند و کسی از خانه بیرون نرود. چند مامور با کفش وارد خانه‌ها شدند و شروع کردند به اندازه گرفتن لنگه کفش، دختری که کفش به طور دقیق اندازه پایش باشد. پیدا نشد یکی دو مورد هم که کفش کمی اندازه بود ولی سراغ لنگه دیگر را می گرفتند، آن‌ها نداشتند. در این مدت زن پدر فاطمه فهمیده بود که اگر لنگه کفش اندازه دخترش باشد، او زن پسر پادشاه خواهد شد. از این روی بهترین لباس‌ها را به دخترش پوشاند و فاطمه را در تنور برد و روی تنور را هم با پالان الاغی پوشاند.
وقتی مأمورین داخل منزل آمدند و کفش‌را به پای دختر اندازه گرفتند. اندازه او نبود از زن پدر فاطمه سوال کردند که دختر دیگری نیست؟ او جواب داد که نه! در همین وقت خروس خانه به طرف تنور دوید و گفت (کو کو کو ، فاطمه خوب داخل تنور ) زن با چوب خروس را فراری می‌داد اما خروس دست‌بردار نبود.
مامورین به گفته زن اعتنایی نکردند و به طرف تنور رفتند. پالان الاغ را از روی تنور برداشتند. دیدند دختری داخل تنور هست. او را از تنور بیرون آوردند و کفش را اندازه گرفتند. دیدند اندازه است. سراغ لنگه دیگر رفتند، دختر گفت همین جاست و از زیر خاکستر ها لنگه دیگر را با یک دست لباس فاخر به مأمورین داد. مأمورین بلافاصله لباسها را با لنگه کفش نزد پادشاه بردند. پادشاه هم دستور داد هفت شبانه‌روز شهر را آیینه بندان کردند و دختر را به عقد پسرش در آورد.
در یکی از روزها، یاد دختر آمد که آن روز بی‌بی به او گفت هر موقع به مرادت رسیدی، نذر بی‌بی سه‌شنبه را فراموش نکنی. بلافاصله از جایش بلند شد و چون همسر پسر پادشاه بود نمی‌توانست شبانه بیرون برود و با تکدی چیزی بگیرد، هر طاقچه را یک خانه فرض کرد و برای هر طاقچه مقداری از غلات داخل غربال ریخت و دیگ لتی را هم بار گذاشت. سفره بی‌بی سه‌شنبه را پهن کرد آیینه، سورمه‌دان، کاسه آب و قرآن را روی سفره گذاشت. دیگ آش را هم بار کرد و سپس ایستاد.
موقعی که به نماز ایستاده بود پسر پادشاه نوکرش را فرستاد تا وسایل شکار را از خانه بیرون بیاورد. نوکر هر چی در زد کسی در را باز نکرد 
، چون فاطمه به نماز ایستاده‌بود . نوکر برگشت و ماجرا را برای پسر پادشاه گفت، پسر پادشاه خودش آمد و هر چه در زد دید کسی در را باز نمی کند. با لگد در را باز کرد دید همسرش دیگ لتی را بار گذاشته و مشغول نماز است. با عصبانیت سفره را کشید و دیگ را واژگون کرد. وسایل شکار را برداشت و از خانه خارج شد و به اتفاق برادران و فرزندان وزیر عازم شکار شدند.
ناگهان بادی سرخ و سهمناک در شکار گاه وزیدن گرفت. به گونه ای که برادران او و فرزندان وزیر گم شدند. او تنها به طرف شهر برگشت. در بین راه به یک باغچه هندوانه رسید. از اسب به زیر آمد و با خود گفت برای رضایت همسرم چند هندوانه بچینم و به خانه ببرم. از اسب پایین آمد و شش هندوانه داخل خورجین گذاشت. وقتی به دروازه شهر رسید، دید مردم چپ چپ او را نگاه می کنند. وقتی پشت سرش را نگاه کرد، دید خطی خونین پشت سرش ادامه دارد . از اسب پایین آمد و خورجین را پایین آورد چ. مردم داخل خورجین را نگاه کردند و دیدن شش سر بریده داخل خورجین او هست. ماجرا را به پادشاه گفتند. او دید که سر بریده فرزندان او و فرزندان وزیر داخل خورجین هست، بلافاصله دستور داد تا فرزندش را به زندان ببرند تا بررسی لازم صورت گیرد.
در داخل زندان هر غذایی برایش می بردند، تا دست می‌زد به سنگ تبدیل می‌شد و او داشت از گرسنگی می‌مرد، عاقبت برای مادرش پیغام داد که برایم غذا بفرست، چون دیگران به جای غذا سنگ به او می‌دهند. عاقبت مادر خودش مرغی برایش کباب کرد و خودش به زندان برد، در زندان شاهزاده وقتی دست دراز کرد تا مرغ را بردارد ناگهان مرغ به یک سنگ سیاه شد. پسر و مادر از این رویداد تعجب کردند. مادر که زنی دنیا دیده بود از فرزندش سئوال کرد که آیا کاری مخالف دستورات خدا و بزرگان دین انجام نداده ای؟ پسر هر چه فکر کرد، چیزی یادش نیامد. اما ماجرای سفره زنش را برایش تعریف کرد. مادرش گفت همین حرکت تو بی‌احترامی بوده، بلافاصله از زندان به منزل عروسش رفت قضیه را پرسید. عروس هم هر آنچه اتفاق افتاده بود، برای مادر شوهرش تعریف کرد. زن پادشاه که آدم عاقل و فهمیده ای بود، به عروسش گفت : همین فردا که سه شنبه است باید سفره بی‌بی را پهن کنیم و اول شب به اتفاق عروسش به در هفت‌خانه به تکدی (گدایی ) رفت. آش را بار گذاشت و دیگ لِتی را بار کرد و کوکه ( کماچ ) را هم اول صبح پخت. از همسایه‌ها هم دعوت‌ کرد تا گرد سفره بی‌بی جمع شوند و مراسم بی‌بی سه‌شنبه را برگزار کنند. هنوز روز به نیمه نرسیده بود که برای پادشاه خبر آوردند که پسر هایت با پسران وزیر پیدا شدند. پادشاه فرزندش را از زندان بیرون آورد و به خانه‌اش فرستاد و شاهزاده هم به همسرش فاطمه قول داد که همیشه او را در برگزاری مراسم بی‌بی سه‌شنبه یاری کند .

## قیاسی که شرح آن لازم است
آنانکه به داستان‌ها و حکایات ریشه دار اروپائیان واقف‌اند تشابه و قیاس افسانه بی‌بی سه‌شنبه را با داستان سیندرلا به خوبی درک می نمایند با حذف برخی از مسایل ابتدا و انتهای این داستان تشابه و تطابق کامل آن با افسانه سیندرلا مایه تعجب است و این سوال را پیش می آورد که آیا اروپائیان در گشت‌ و گذار‌های دیرینه خود این داستان را از سیستان اقتباس نکرده‌اند؟ با توجه به اینکه سیستان سرزمین نو خاسته ای نیست و با عطف توجه به این که داستان‌های کهن از سرزمین های کهن ریشه می گیرند بدون تردید داستان سیندرلا توسط جهانگردان چاز سیستان به اروپا برده شده است.